# Chersotis espunensis
Chersotis espunensis är en fjärilsart som beskrevs av Calle 1981. Chersotis espunensis ingår i släktet Chersotis och familjen nattflyn. Inga underarter finns listade i Catalogue of Life.